# It's a Small World
It's a Small World (en español, Es un mundo pequeño) es una atracción mecánica presente en varios parques temáticos de Disney alrededor del mundo. Su mensaje principal es la promoción de la paz mundial y la celebración de la diversidad cultural global. La atracción cuenta con más de 299 animatrónicos que representan a niños y animales de distintas regiones del planeta, vestidos con trajes típicos y ubicados en escenarios que recrean ciudades, monumentos y paisajes característicos de diversas culturas y países.[1]

## Historia
La atracción fue fabricada en los estudios Burbank de Walt Disney Pictures, inicialmente llamada Children of the World, creada por WED Enterprises, y luego enviada a la Feria Mundial de Nueva York de 1964, alojada en el pabellón de UNICEF patrocinado por Pepsi. En la entrada te daba la bienvenida una escultura cinética: The Tower of the Four Winds, una estructura de más de 35 metros creada por el diseñador de WED, Rolly Crump. It's a Small World se añadió a tres atracciones —Magic Skyway, en el pabellón de Ford; Great Moments with Mr. Lincoln, en el pabellón de Illinois; y The Carousel of Progress, en el pabellón de General Electric— que ya estaban en fase de desarrollo para ser utilizadas por Disney. Estas atracciones fueron trasladadas y reconstruidas en Disneyland después de que la Feria Mundial cerrara en 1966.
Mary Blair fue la responsable del diseño, el color y el estilo fantasioso de la atracción. Los escenarios y personajes fueron diseñados por el animador Marc Davis, quien también coreografió los bailes de las figuras audioanimatrónicas. Su esposa, Alice Davis, diseñó el vestuario de las muñecas. Los trajes fueron influenciados por la ropa típica de diversos países, ya que Walt Disney le pidió a Alice Davis que «hiciera todo lo posible para que parecieran muñecas que todas las mujeres del mundo quisieran tener». Crump diseñó los juguetes y otras figuras suplementarias en exhibición, así como la fachada original de la atracción. Las muñecas animadas fueron diseñadas y esculpidas por Blaine Gibson.
Arrow Development estuvo profundamente involucrada en el diseño del sistema de transporte de pasajeros, los barcos y el sistema de propulsión de la atracción. Dos patentes que fueron presentadas por personal de Arrow Development y asignadas a The Walt Disney Company ilustran barcos de pasajeros y sistemas de orientación de vehículos con características muy similares a las utilizadas posteriormente en la instalación de Disneyland. A la empresa se le atribuye la fabricación de dicha instalación.

## Exterior

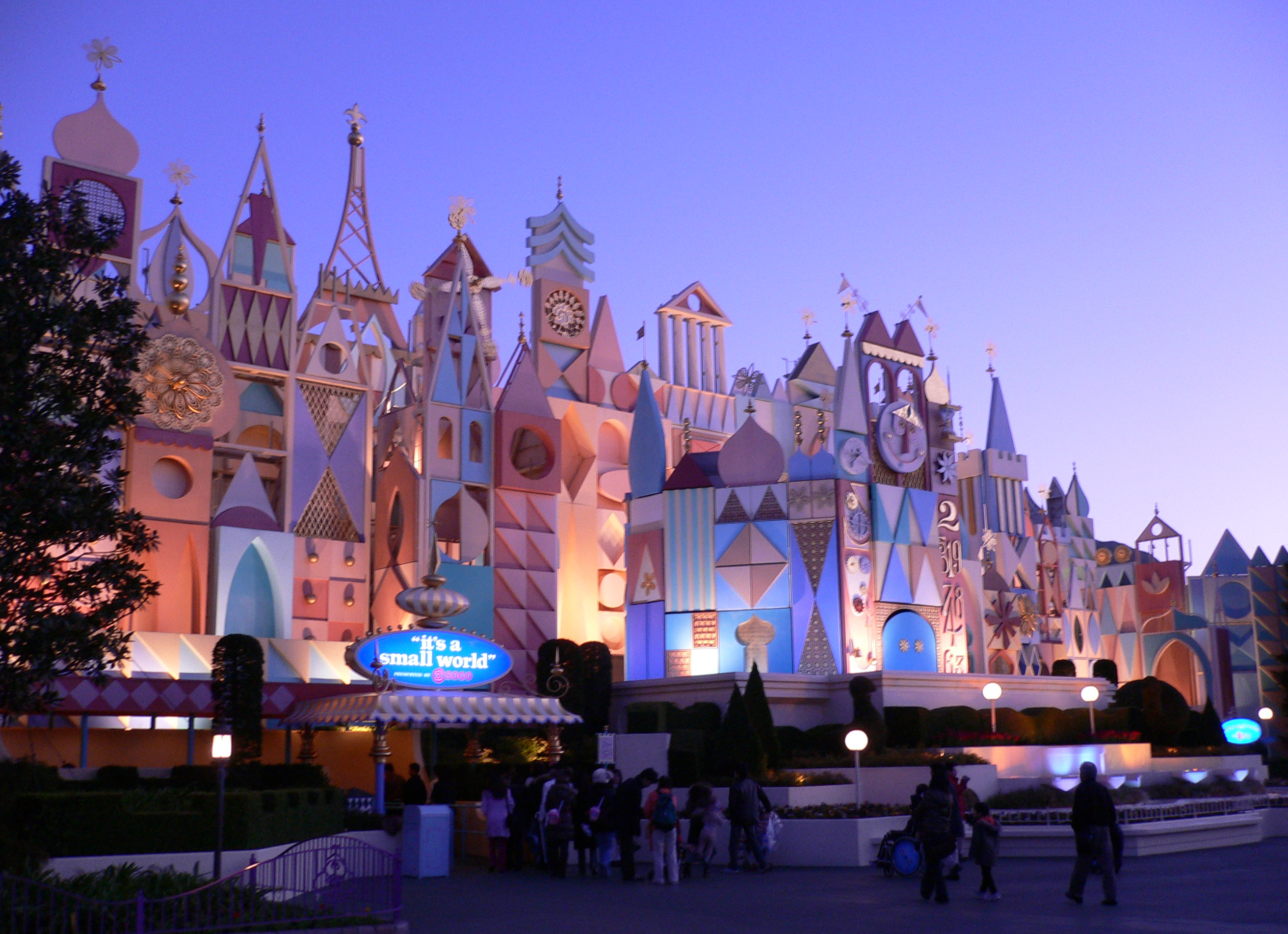
Fachada exterior de la atracción en Tokio

La Torre de los Cuatro Vientos no fue trasladada a Disneyland luego de la Feria Mundial de Nueva York: en su lugar se construyó un canal de embarque al aire libre con forma ovalada, decorado con figuras podadas y respaldado por una gran fachada plana con torretas estilizadas, torres y minaretes que evocan diversos puntos turísticos del mundo (como la Torre Eiffel y la Torre Inclinada de Pisa). Esta fachada fue diseñada por el Imagineer Rolly Crump, quien se inspiró en el estilo de Mary Blair. Walt Disney le encargó a Crump el diseño de un gran reloj de 30 pies de altura, una característica central de la fachada exterior, con un rostro sonriente que se balancea de un lado al otro acompañado de un sonido de tic-tac, a menudo malinterpretado como un "Glockenspiel".
Cada cuarto de hora, un desfile de muñecos de madera con trajes típicos de distintas culturas sale desde unas puertas ubicadas en la base del reloj, acompañado por una versión instrumental con estilo de soldados de juguete de la canción "It's a Small World (After All)", similar al funcionamiento de un reloj de cuco del Bosque Negro. Al terminar el desfile, las puertas se cierran y se abre una compuerta central que muestra dos bloques gigantes con números: uno indica la hora y el otro los minutos, mientras que campanas grandes y pequeñas suenan para marcar los cuartos y las horas completas.
El exterior ha sido repintado varias veces: originalmente era completamente blanco con detalles dorados y plateados; luego adoptó tonalidades de azul; más adelante, rosa y blanco con acentos en colores pastel. En 1993, se eliminaron secciones del lado izquierdo de la fachada para abrir paso a la entrada de Mickey’s Toontown. Actualmente, la fachada es blanca con bordes dorados, similar a su aspecto de 1966, aunque el reloj —originalmente pintado en oro y plata— ahora presenta una cara sonriente cubierta en pan de oro. Los jardines que rodean el edificio están decorados con topiarios en forma de animales.
Durante la temporada navideña 2005-2006, se implementó una sofisticada presentación multimedia proyectada sobre la fachada exterior, que transforma los patrones de color adaptándolos a cada cuarto de hora después del anochecer. Se recomienda a los visitantes ver el espectáculo de fuegos artificiales "Remember... Dreams Come True" desde el área construida especialmente para ver los desfiles cerca de "It’s a Small World", que incluso contaba con una zona de fumadores (posteriormente reubicada bajo la pista del monorraíl entre los Bobsleds del Matterhorn y Autopia) con el fin de evitar aglomeraciones en la Plaza Central y Main Street.

## Salas de la atracción
La atracción se divide en salas, las cuales están descritas a continuación. Varían según la versión.
- Sala Hola

Representa con carteles brillantes los diferentes saludos en varios de los idiomas del mundo. En algunas versiones esta es representada con tarjetas postales de diferentes partes del mundo o con barcos con niños de diferentes culturas. 
- Sala Ártica

Representa a Suiza, Canadá, los países escandinavos y las regiones frías de Chile , Argentina, etc. cantando en suizo la canción.
- Sala Europa

Representa a Europa y se canta en francés, ruso, italiano , etc.
- Sala Medio Oriente

Representa a el Medio Oriente cantando en árabe.
- Sala Asia

Se divide en una sección de la India y otra del resto de Asia. Cantado en chino y japonés.
- Sala África

Representa a África, y se divide en Egipto y el resto de África. Con una escena de selva y muchos animales. Cantando la canción en inglés con un ritmo de tambor.
- Sala América Latina

Representa a América Latina y se canta en español.
- Sala América del Norte

Representa a Estados Unidos , cantando en inglés.
- Sala Mares del Sur

Representa a Oceanía y al Caribe. 
- Sala Selva Lluviosa

Representa la selva lluviosa con animales.
- Sala El Mundo

Representa al mundo y a los niños del mundo jugando, al estilo carnaval, con su respectivo traje típico en versión blanca (por la paz mundial). Cantando en inglés todos juntos.
- Sala Adiós

Tiene carteles con la frase "Adiós" en diferentes idiomas.

## Rehabilitación con nuevos animatrónicos
Disney la cerró de enero a noviembre del 2008 (cerrado y vuelto a abrir en la versión de día de la fiesta, saltando la temporada de verano) para recibir una importante remodelación. La estructura del edificio se ha mejorado, archivos adjuntos permanentes creados para el "Es un mundo pequeño - Happy Holiday" overlay, el "log flume" reemplazado y su propulsión actualizada a las turbinas de chorro de agua eléctricas, y cambiando los viejos barcos de fibra de vidrio de la atracción con nuevos diseños en plástico resistente. La remodelación añadió 37 nuevos personajes de Disney cada uno en su tierra natal, con Inglaterra alojando a Alicia, el Conejo blanco, Peter Pan y Campanita; Cenicienta, Jaq y Gus en Francia; Pinocho y Pepito Grillo en Italia; Mulan y Mushu en China; Aladdín, Jasmine y Abu en el Medio Oriente; Simba, Timón y Pumba en África; y América del Sur alojando a Donald Duck, José Carioca y Panchito Pistoles como los Tres Caballeros. La sala de los Mares del Sur cuenta con Ariel, Flounder, Dory, Nemo, Lilo y Stitch. La ex-Nueva Sala de Guinea se transformó a América del Norte, agregando a Woody, Jessie y Tiro al Blanco (en inglés, Bullseye). Las escenas, figuras, objetos y ajuste de piezas de Nueva Guinea se añadieron al final de la sala de los Mares del Sur.
En este momento, se invirtieron las colas de la atracción para la carga y descarga. Ahora, existen dos colas para permitir la carga de los lados exteriores de las dos zonas de carga, con la isla central común utilizada para la descarga de los huéspedes directos a través de una tienda de regalos y a través de un conjunto de escaleras. Anteriormente, los huéspedes cargarían en la isla central y saldrían a los lados. Esta nueva configuración hace que el acceso en silla de ruedas sea más eficiente, ya que las escaleras pueden ser evitadas totalmente.
Sylvania ha accedido a un patrocinio de doce años y ha creado una nueva marquesina para la atracción que se asemeja, en mucho menor medida, a la original Torre de los Cuatro Vientos.